# Умамі
Умамі (яп. 旨み、旨味、うまみ) — смак білкових речовин, «п'ятий смак», смак м'яса, що традиційно й широко використовується в японській кулінарній культурі і в деяких інших країнах сходу. У китайській кухні цьому слову відповідає xiānwèi (鮮味). Відчуття «умамі» створюють розчинні амінокислоти та їхні аніони — глутамат та інші. Це харчова добавка групи Е600-Е699.

## Смак
Умамі є важливим компонентом смаку таких сирів як пармезан та рокфор, соєвого соусу та іншої їжі. А також таких неферментованих продуктів як волоські горіхи, цвітна капуста, помідори, гриби, м'ясо після термічної обробки.

## Смакові добавки
Глутамінова кислота, глутамат та глутамінат натрію — найвідоміші смакові добавки, які мають цей смак і широко використовуються для виготовлення концентратів супів, ковбас та іншого. Започаткував їхнє використання в 1907 японський хімік Kikunae Ikeda. Також використовують IMP (інозинат натрію — динатріеву сіль інозинмонофосфат) та GMP (динатрієву сіль гуанідинмонофосфату). Усі ці компоненти зустрічаються і у природних продуктах. Для створення гармонійного смаку використовують суміш цих речовин (MSG, IMP, GMP).
Деякі люди мають генетично зумовлене несприйняття глутамату у великій концентрації.